# Isoperla slossonae
Isoperla slossonae is een steenvlieg uit de familie Perlodidae. De wetenschappelijke naam van de soort is voor het eerst geldig gepubliceerd in 1911 door Banks.
De soort komt voor in het oosten van Noord-Amerika.